# 窪田城
窪田城（くぼたじょう）は、福島県郡山市富久山町久保田にあった日本の城。郡山合戦などの舞台となった。

## 概説
窪田城は戦国時代、伊達氏に仕えてこの地を治めた久保田氏の居城。築城年不詳。山王館や久保田城、久保田館と書かれることも多い。
1588年（天正16年）に伊達政宗軍と蘆名義広と相馬義胤連合軍が戦った郡山合戦で伊達方の拠点となり、大規模に作り変えられた。
同年7月4日には、この城を守っていた片倉景綱・伊達成実隊が蘆名軍を深追いして蘆名軍に囲まれ、伊東肥前守重信が奮戦の末に討死して景綱らを帰還させた。後にこの伊東重信を称える碑が仙台藩第4代藩主伊達綱村によって建てられ、以降、伊達氏の参勤交代の際には、必ずこの碑に立ち寄ったという。この碑は近くの日吉神社に『伊東肥前の碑』として現在も残り、郡山市指定文化財（史跡）に指定されている。
1964年（昭和39年）頃までは、東西約70m、南北約160mの曲輪と、それらを囲む堀の地形が残っていた。現在でも富久山町久保田古町付近の地形にその痕跡がみられるが、それらも開発により徐々に消えつつある。